# Adrien Blanchet

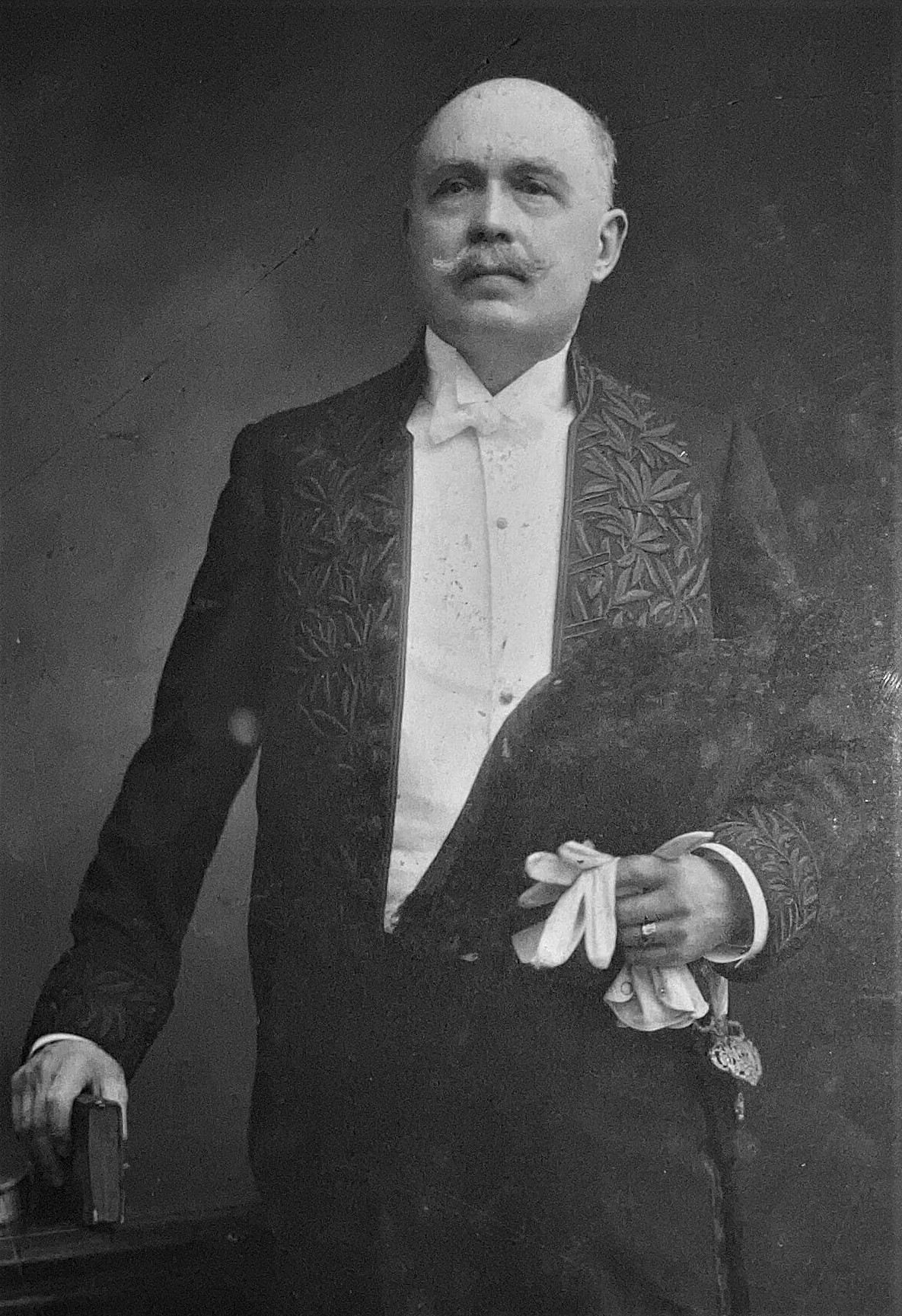
Adrien Blanchet dans sa tenue d'académicien en 1924.

Adrien Blanchet, né le 8 mars 1866 à Paris (9e) et mort le 27 décembre 1957 à Paris (16e), est un numismate français, attaché au Cabinet des médailles à la Bibliothèque nationale de France.

## Biographie

### Études
Il a étudié à l'école des Hautes Études et à l'école du Louvre. Ancien élève de Antoine Héron de Villefosse, Emile Chatelain, Mgr Duchemin, Charles Simon Clermont-Ganneau, Alexandre Bertrand, Edmond Pottier, Louis Courajod, Georges Lafenestre.

### Activités
Au Cabinet des Médailles, il inventorie les monnaies parthes et athéniennes et collabore au Catalogue des bronzes antiques publié en 1893 par Ernest Babelon.
Par ses recensements des trésors monétaires dans le temps et l'espace, il prouve l'apport de la numismatique sur la perception des mouvements économiques, historiques et migratoires.
Il produit, en 1891, une synthèse des découvertes et des connaissances acquises tout au long de la seconde moitié du XIXe siècle sur les figurines en terre cuite en Gaule romaine. Il complète ce travail par un supplément en 1901.
Il est élu membre libre de l'Académie des Inscriptions et Belles-Lettres le 7 février 1919 au fauteuil d'Henri Thédenat. Il est secrétaire (1893-1901) et directeur (1906-1956) de la Revue numismatique. Il participe au congrès du millénaire normand à Rouen en 1911.
Il est un des membres fondateurs de la société de Borda (Dax) et en est membre de 1886 à 1957.

## Distinctions
- Officier de la Légion d'honneur (9 aout 1947)[6]
- Officier de l'Instruction publique

## Membre de sociétés
- Académie des inscriptions et belles-lettres
- Académie des sciences, belles-lettres et arts de Lyon : membre d'honneur, associé, 1956.
- Académie royale des Sciences, des Lettres et des Beaux-Arts de Belgique : membre.
- Comité des travaux historiques et scientifiques : président.
- Comité de la Société française d’Archéologie : membre, inspecteur divisionnaire.
- Commission du Vieux Paris : membre (nommé en 1916), vice-président en 1942.
- Commission nationale des Monuments historiques : membre.
- Conseil de perfectionnement de l’École des Chartes : président.
- Société de Borda : membre fondateur (1886-1957).
- Société nationale des Antiquaires de France (Paris) : président.
- Société des sciences naturelles et archéologiques de la Creuse.

## Quelques écrits
Archéologie
- Etude sur les figurines en terre cuite de la Gaule romaine en 1891[3] complété par un supplément publié en 1901[4].

- Recherches sur les aqueducs et cloaques de la Gaule romaine (1908) (lire en ligne)
- Les enceintes romaines de la Gaule (1907) (lire en ligne)
- Carte archéologique de la Gaule romaine[7] (commencée sous sa direction en 1927[8], avec 12 fascicules publiés jusqu'à son décès)
- avec Georges Lafaye, Inventaire des mosaïques de la Gaule et de l'Afrique publié sous les auspices de l'Académie des inscriptions & belles-lettres, Ernest Leroux éditeur, Paris, 1909 tome 1, Gaule
- avec Ernest Babelon, Catalogue des bronzes antiques de la Bibliothèque nationale, publié sous les auspices de l'Académie des inscriptions et belles-lettres, Ernest Leroux éditeur, Paris, 1895 (lire en ligne)

Numismatique
- Nouveau manuel de numismatique du moyen age et moderne, Librairie encyclopédique de Roret, Paris, 1890, tome 2 (lire en ligne)
- Histoire monétaire du Béarn, Ernest Leroux éditeur, Paris, 1893 (lire en ligne)
- Études de numismatique, chez C. Rollin et Feuardent, Paris, 1892, tome 1, 1901, tome 2
- Les monnaies romaines, 1896 (lire en ligne)
- Les trésors de monnaies romaines et les invasions germaniques en Gaule, Ernest Leroux éditeur, Paris, 1900 (lire en ligne)
- Traité des monnaies gauloises, Ernest Leroux éditeur, Paris, 1905, 1re partie, 2e partie
- Mémoires et notes de numismatique (1909 – 1920)
- Manuel de numismatique française (1 part, 1912, avec Adolphe Dieudonné) 1912, tome 1, Monnaies frappés en Gaule depuis les origines jusqu'à Hugues Capet, 1916, tome 2, Monnaies royales françaises depuis Hugues Capet jusqu'à la Révolution, 1930, tome 3, Médailles, jetons, méreaux.

Sigillographie
- Sigillographie française, Alphonse Picard et fils éditeurs, Paris, 1902 (lire en ligne)
- avec Gustave Schlumberger, Collections sigillographiques de MM. Gustave Schlumberger et Adrien Blanchet, Auguste Picard éditeur, Paris, 1914 (lire en ligne)

Autre
- Dépenses de la Maison du comte de Provence en 1774, Émile Lechevalier/Paul Cheronnet, Paris, 1897 (lire en ligne)